# Myrmarachne sansibarica
Myrmarachne sansibarica är en spindelart som beskrevs av Embrik Strand 1910. Myrmarachne sansibarica ingår i släktet Myrmarachne och familjen hoppspindlar. Inga underarter finns listade i Catalogue of Life.